# Amine Aissa El Bey
Amine Aissa El Bey (en arabe : أمين عيسى الباي) est un footballeur algérien né le 19 février 1995 à Blida. Il évolue au poste d'allier droit à la JSM Skikda.

## Biographie
Il évolue en première division algérienne avec son club formateur, l'USM Blida, le CA Bordj Bou Arreridj et enfin la JSM Skikda. Il dispute actuellement 57 matchs en inscrivant 3 buts en Ligue 1.

## Palmarès
USM Blida
- Championnat d'Algérie D2 :
  - Vice-champion : 2016-17.